# تاريخ الجذام

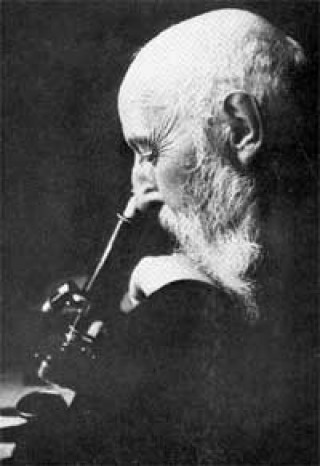
جيرهارد أرماور هانسن، مكتشف الفطرية الجذامية

باستخدام علم الجينوم المقارن عام 2005، تتبع علماء الجينات أصول مرض الجذام وتوزعه حول العالم من من أفريقيا الشرقية أو قريبا من الشرق على طول طرق ومسارات الهجرة البشرية.
وقد اكتشفوا أن هناك أربع سلالات من بكتيريا الفطرية الجذامية في مواقع إقليمية محددة.

## قراءة إضافية
- 1877: Lewis، T. R.؛ D. D. Cunningham (1877). Leprosy In India. Calcutta: Office Of The Superintendent Of Government Printing. مؤرشف من الأصل في 2020-01-24. اطلع عليه بتاريخ 2009-08-07.
- 1895: Ashmead، Albert S. (1895). Pre-Columbian Leprosy. Chicago: American Medical Association Press. مؤرشف من الأصل في 2017-05-17. اطلع عليه بتاريخ 2009-08-07.
- 1895: Prize Essays On Leprosy. London: The New Sydenham Society. 1895. مؤرشف من الأصل في 2020-01-24. اطلع عليه بتاريخ 2009-08-07.
- 1896: Impey، S. P. (1896). A Handbook On Leprosy. Philadelphia: P. Blakiston, Son & Co. مؤرشف من الأصل في 2020-01-24. اطلع عليه بتاريخ 2009-08-07.
- 1916: Page, Walter Hines؛ Page, Arthur Wilson (يناير 1916). "Fighting Leprosy In The Philippines". The World's Work: A History of Our Time  [لغات أخرى]‏. ج. XXXI: 310–320. مؤرشف من الأصل في 2020-01-24. اطلع عليه بتاريخ 2009-08-04.{{استشهاد بدورية محكمة}}:  صيانة الاستشهاد: علامات ترقيم زائدة (link)
- 1991: William Jopling. وصمة الجذام. Lepr Rev 1991, 62, 1–12.
- 1993: Anne Bargès. Leprosy history and ethnology in Mali. In French.